# Ki/oon Records
Ki/oon Records (キューンレコード?) también estilizado como Ki/oon Music, es un sello discográfico japonés, filial de Sony Music Japan.
En diciembre de 2010, Ki/oon Records lanzó su propio producto Vocaloid, Utatane Piko.

## Artistas
Entre sus artistas, se incluyen:
- Acid Android
- Asian Kung-Fu Generation
- Blue Encount
- Chatmonchy
- Denki Groove
- Does
- Domino
- Flow
- Guitar Wolf
- Home Made Kazoku
- Joe Inoue
- Kana-Boon
- L'Arc~en~Ciel
- May J.
- Miki Furukawa
- Nico Touches the Walls
- Piko
- Plingmin
- Polysics
- Prague
- Puffy AmiYumi
- Pushim
- Sid
- Tetsuya
- The Babystarts
- Unicorn

## Discográficas
- Ki/oon Records: Discográfica principal.
- Ki/oon Records2: Discográfica para novatos.
- NeOSITE: Fundada en 1996. Especial para música reggie y hip-hop.
- LOOPA: Especial para música techno.
- Ki/oon Records Overseas: Creada con la intención de apoyar a los artistas japoneses internacionalmente.